# Susanne Egle
Susanne Egle (* 1957 in Stuttgart) ist eine deutsche Bildhauerin.

## Leben
Von 1978 bis 1982 absolvierte Susanne Egle eine Steinbildhauerlehre mit anschließenden Gesellenjahren auf Wanderschaft. Von 1982 bis 1990 studierte sie Bildhauerei an der Kunsthochschule Kassel und an der Staatlichen Akademie der bildenden Künste Karlsruhe mit Abschluss als Meisterschülerin von Hiromi Akiyama. Von 1986 bis 1992 war sie im Auftrag des Zentralrats Deutscher Sinti und Roma als künstlerische Leiterin der Sinti-Werkstatt in Albersweiler, Rheinland-Pfalz tätig. Susanne Egle ist seit 2008 Mitglied im Künstlerbund Baden-Württemberg.

## Werk

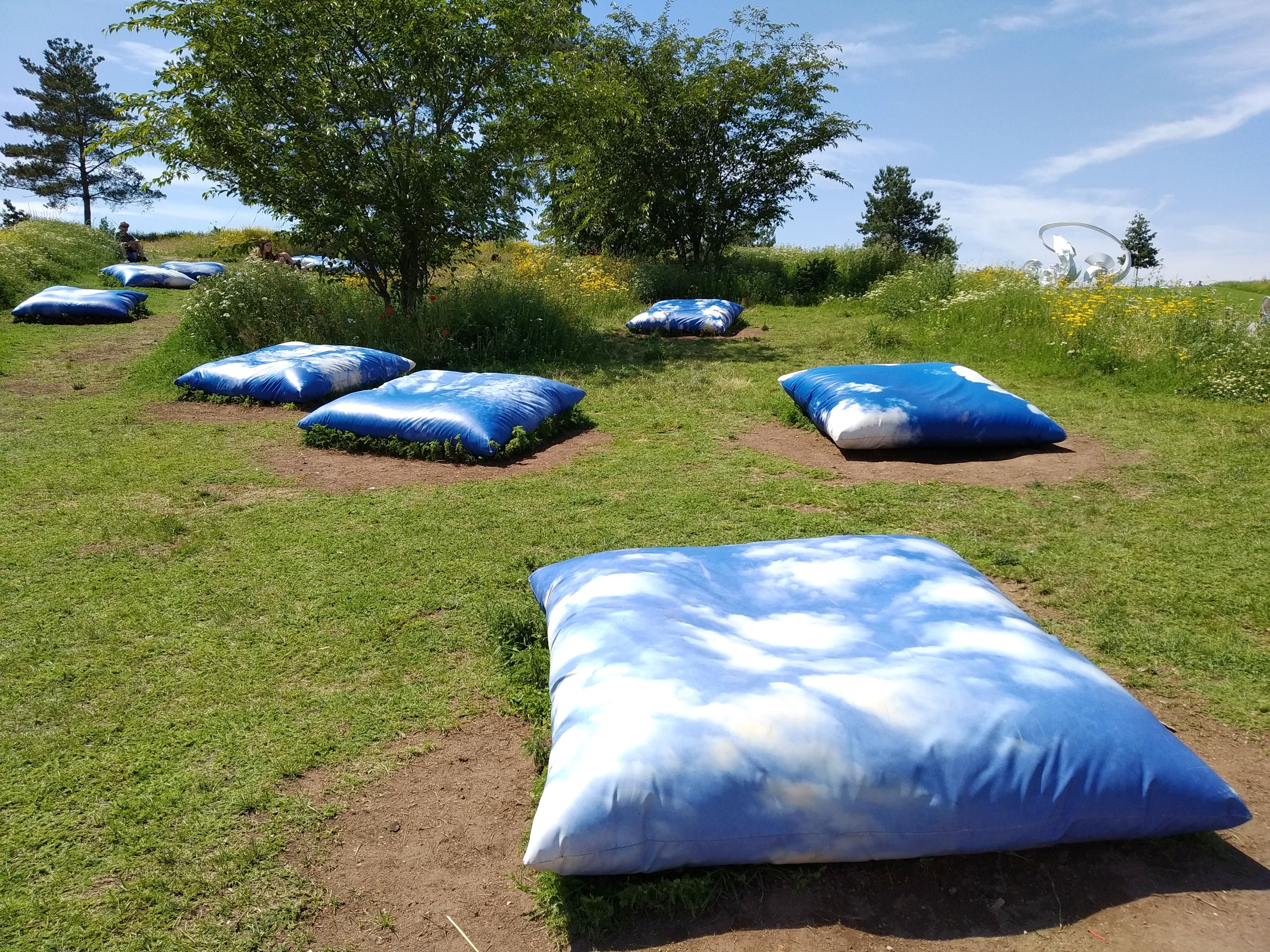
HIMMEL AUF ERDEN, Installation, Bundesgartenschau Heilbronn 2019

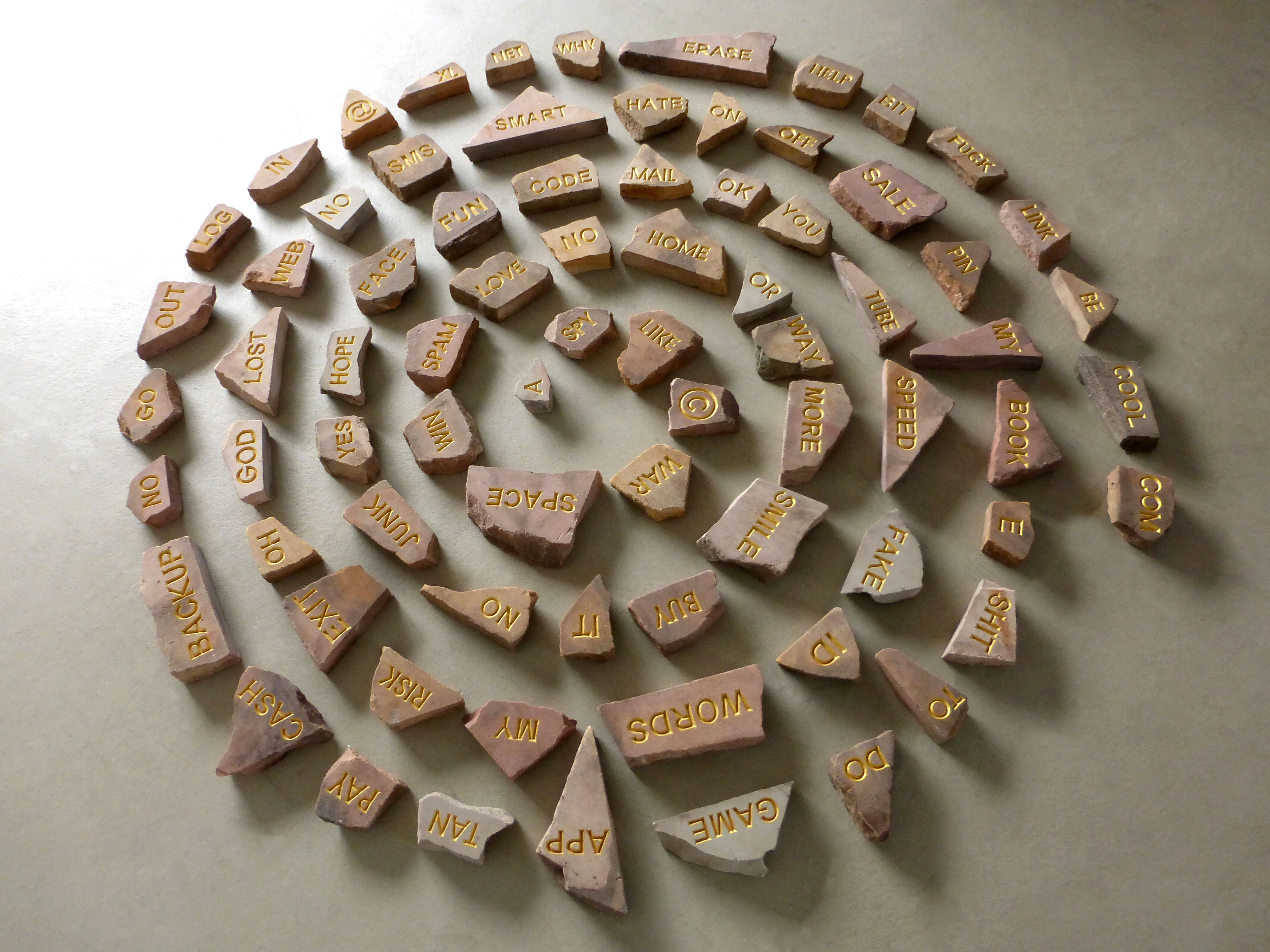
NET WORDS, raumbezogene Installation, Ø 300 × 6 cm, Sandstein gefasst, Sammlung Reinhold Würth

In ihrem Werk bedient sich die Bildhauerin unterschiedlichster Materialien und Techniken. Meist ist es ihr soziokulturelles Umfeld, dem sie Elemente entnimmt und diese in neue Sinnzusammenhänge transferiert. Seit einem Stipendium an der Cité Internationale des Arts in Paris 2004 entsteht neben der dreidimensionalen Arbeit auch ein umfangreiches fotografisches Werk, das die Künstlerin vor allem installativ einsetzt.
In der Installation HIMMEL AUF ERDEN, 2019 als temporäre Arbeit für die BUGA Heilbronn konzipiert, werden die aus Fotografien bestehenden Kissenobjekte als soziale Skulptur von den Besuchern genutzt. Im Werkzyklus NET WORDS, präsentiert im MUSÉE WÜRTH Erstein 2024/25, setzt sich Susanne Egle in klassischer Form der Steinbearbeitung mit aktuellen Sprachbegriffen auseinander. Die Einzelausstellung BEHIND THINGS in der Galerie der Stadt Tuttlingen zeigt Arbeiten, die als Work in Progress über viele Jahre entstehen, wie zum Beispiel das multimediale Projekt LANDS-LEUTE, in dem Menschen anhand von persönlichen Objekten und Geschichten porträtiert werden. Anlässlich der RADIALE 2021/2022 entsteht die Installation GEH-ZEITEN, in der sich 9 Vitrinen „flussartig“ in den Raum ergießen und Ausschnitte künstlerischer Archive der Bildhauerin präsentieren. Dass nicht nur die Weltmeere, sondern auch die heimischen Böden von Plastikmüll durchsetzt sind, thematisiert Susanne Egle in ihrem umfangreichen Projekt ALLES SO SCHÖN - BUNT HIER, das sie erstmals während der FLUX4ART 2022/23 der Öffentlichkeit vorstellt.

### Einzelausstellungen (Auswahl)
- 2021: OPEN UP, Galerie Grandel Mannheim
- 2020: SPACE LAB, Galerie Artpark, Karlsruhe
- 2017: BEHIND THINGS, Galerie der Stadt Tuttlingen[2]
- 2016: LOOK CLOSER, Galerie Grandel, Mannheim
- 2014: LANDS-LEUTE, Städtische Galerie Villa Streccius, LandauLA BIBLIOTHÈQUE FANTASTIQUE, Musée Würth France Erstein, 2024/25

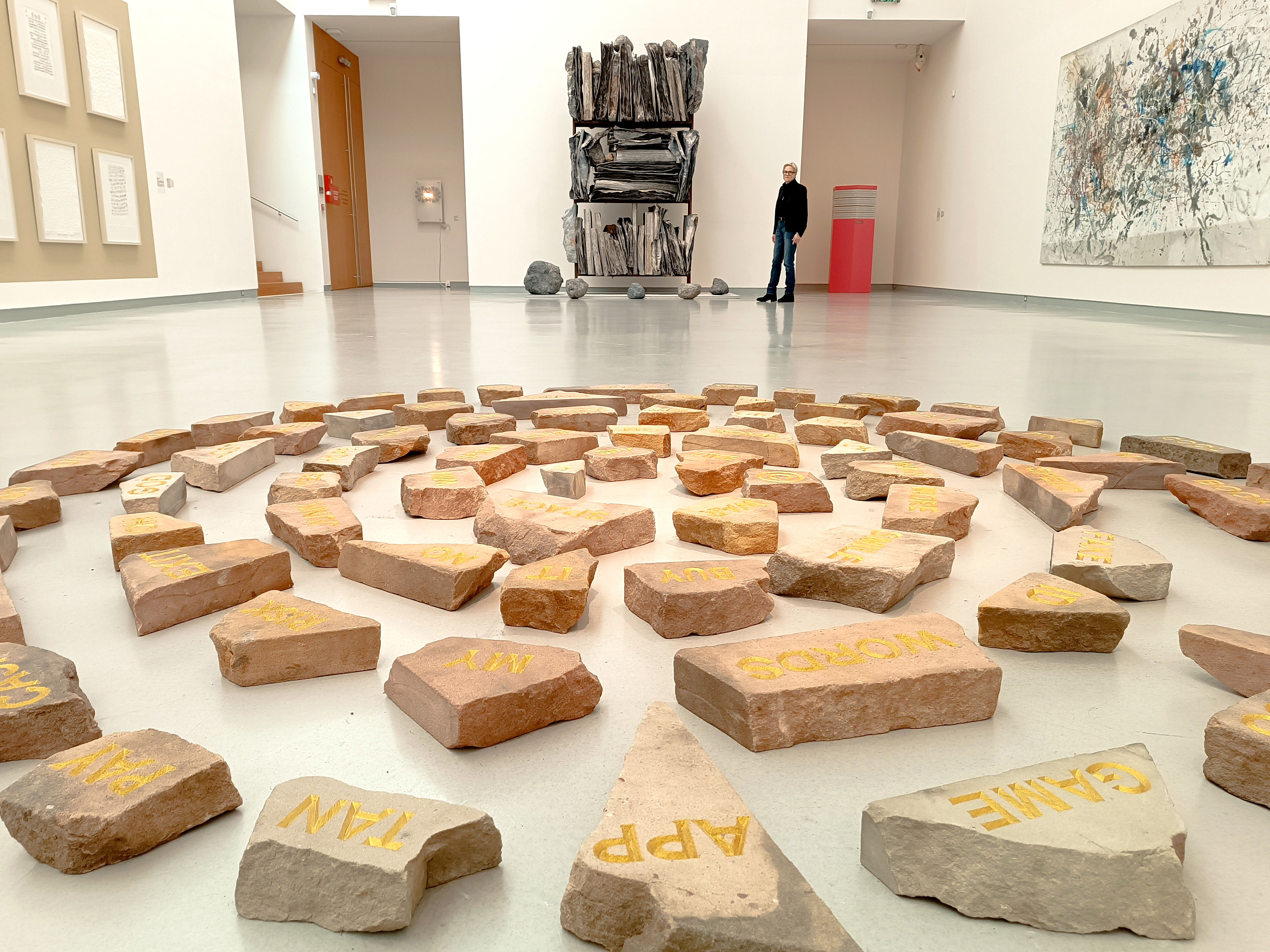
LA BIBLIOTHÈQUE FANTASTIQUE, Musée Würth France Erstein, 2024/25

- 2008: BIENVENUE DANS LA VIE…, Architekturschaufenster Karlsruhe
- 2006: EIN HERZ AUS GOLD, Stuttgarter Kunstverein

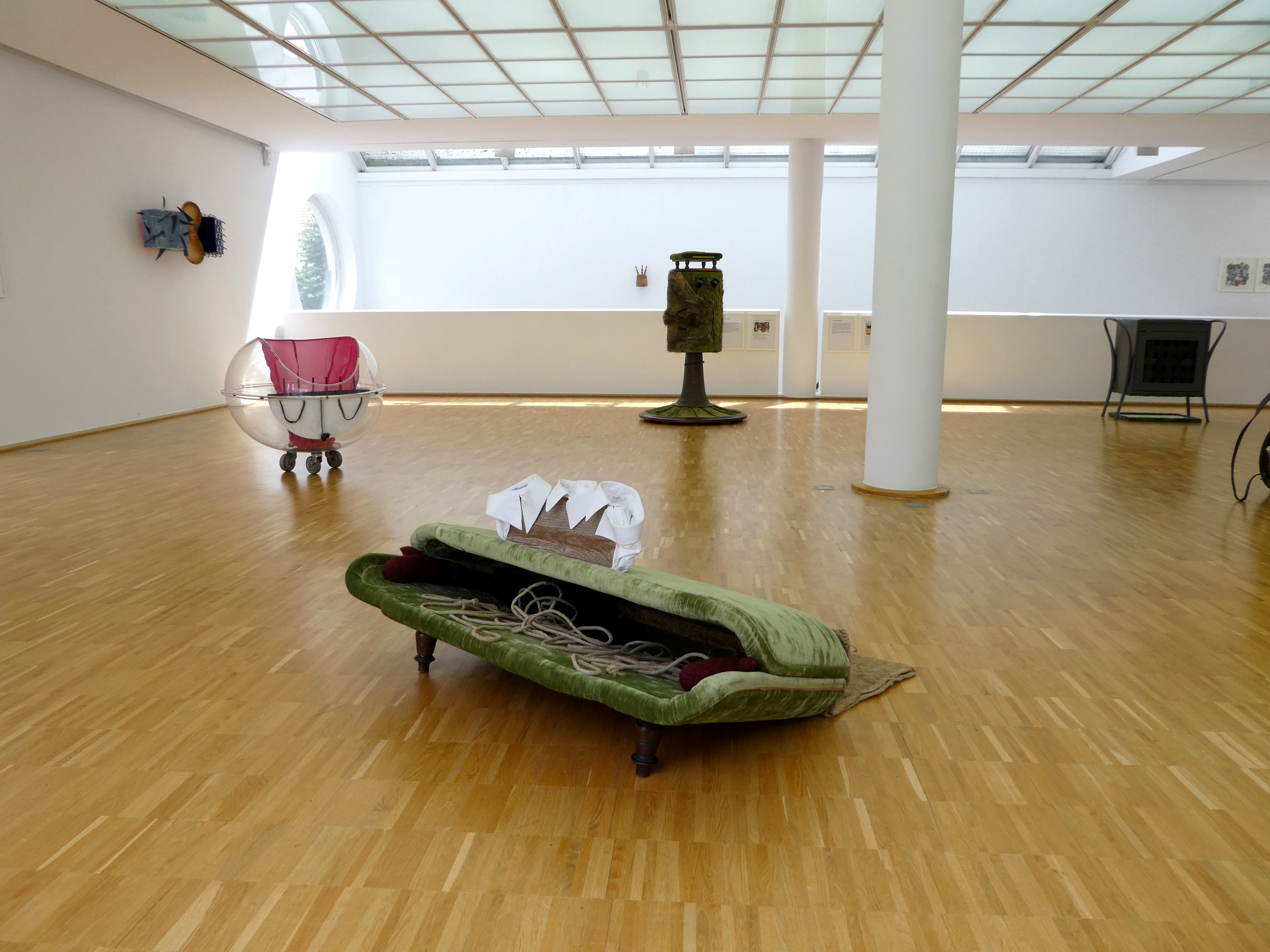
BEHIND THINGS, Galerie der Stadt Tuttlingen 2017

- 2004: NE QUITTEZ PAS, Photoprojekt, Cité Internationale des Art, Paris
- 2001: GRAUE FUGEN – ADE !, Kunstforum Schwäbisch Hall

### Gruppenausstellungen (Auswahl)
- 2024: LA BIBLIOTHÈQUE FANTASTIQUE, Musée Würth France Erstein
- 2024: KUNSTWEG AM REICHENBACH 2024, Kunstweg am Reichenbach, Gernsbach
- 2023: FLUX4ART
- 2023: KUNSTKREIS Tuttlingen
- 2022: SEOUL – KARLSRUHE, Galerie Artpark, Karlsruhe

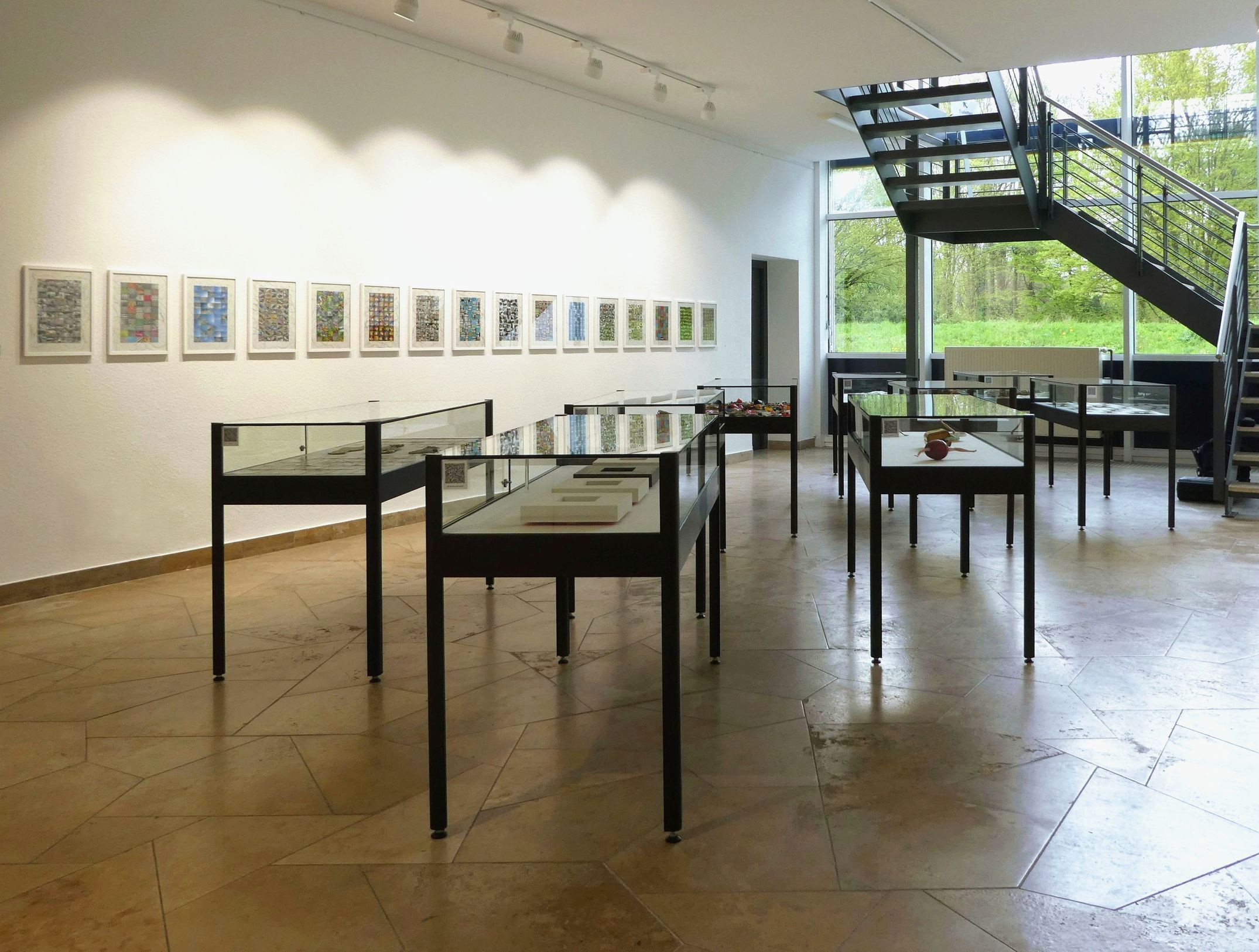
GEH-ZEITEN, raumbezogene Installation, RADIALE 2021

- 2021: RADIALE – Ausstellungsprojekt der Metropolregion Rhein-Neckar
- 2019: HIMMEL AUF ERDEN, Installation für die BUGA Heilbronn
- 2019: PEACE IS POWER, Yoko Ono Water-Event, Museum der bildenden Künste Leipzig

## Arbeiten in öffentlichem Besitz – Sammlungen
- Städtische Galerie Karlsruhe
- Regierungspräsidium Karlsruhe
- Regierungspräsidium Stuttgart
- Badenwerk Karlsruhe
- Sammlung Lütze Stuttgart
- Marburger Kunstverein
- Sammlung Würth Künzelsau
- Badisches Landesmuseum Karlsruhe